# Сімпсони (сезон 28)
Двадцять восьмий сезон мультсеріалу «Сімпсони» транслювався у США на телеканалі «Fox» з 25 вересня 2016 до 21 травня 2017 року. Серіал продовжено на 28 сезон 4 травня 2015 року.
Цього сезону вийшла 600-а ювілейна серія («Treehouse of Horror XXVII»).
Запрошеними зірками сезону були: Емі Шумер («Monty Burns' Fleeing Circus»), Еллісон Дженні («Friends and Family»), Вейн Грецкі («The Nightmare After Krustmas»), Snoop Dogg («The Great Phatsby») тощо.
Також:
- у диванних заставках пародіювали такі серіали, як «Час пригод» («Monty Burns' Fleeing Circus»), «Робоцип» («The Cad and the Hat»)[6]. Також у заставці серії «Looking for Mr. Goodbart», присвяченій 30-річчю першої появи Сімпсонів на «Шоу Трейсі Ульман», пародіювали заставку серіала «Теорія великого вибуху», водночас, підсюжет серії був пародією на гру «Pokémon Go»[7].
- вперше за 21 рік була 2-частинний епізод («The Great Phatsby»), який був пародією на роман «Великий Гетсбі»[8];
- у серії «Fatzcarraldo» з'являлась Мона Сімпсон, мати Гомера[7];
- Білл Плімптон вп'яте анімував диванний ґеґ («22 for 30»)
- в епізоді «The Caper Chase», який надихнув університет Трампа, Спрінґфілдський мільярдер містер Бернс заснував власний прибутковий університет і змусив своїх підлеглих електростанції — включно з Гомером — стати професорами в університеті[9].

## Список серій
| № серії (загалом) | № серії (в сезоні) | Назва серії                                              | Режисер(и)                                          | Сценарист(и)                                                | Оригінальна дата показу | Код серії     | Глядачів в США (млн) |
| --- | ------------------ | -------------------------------------------------------- | --------------------------------------------------- | ----------------------------------------------------------- | ----------------------- | ------------- | -------------------- |
| 597 | 1                  | «Monty Burns' Fleeing Circus» «Цирк Монті Бернса»        | Метью Настюк                                        | Том Гамміль і Макс Просс                                    | 25 вересня 2016         | VABF20        | 3,36                 |
| Через нову міську статую Спрінґфілд виявляється зруйнованим. Сімпсони звертаються до найбагатшої людини — містера Бернса з проханням відновити місто. Старий погоджується, але натомість бажає зробити свою постановку на міській сцені. Бернс хоче оживити свої дитячі спогади, адже будучи дитиною він мав негативний досвід виступу перед публікою. Запрошені зірки: Емі Шумер в ролі матері містера Бернса, Пендлтон Уорд — виконавець пісні в диванній заставці |                    |                                                          |                                                     |                                                             |                         |               |                      |
| 598 | 2                  | «Friends and Family» «Друзі та сім’я»                    | Ленс Крамер                                         | Дж. Стюарт Бернс                                            | 2 жовтня 2016           | VABF18        | 6                    |
| Містер Бернс пробує обзавестися сім'єю за допомогою технології віртуальної реальності. Він наймає Сімпсонів, окрім Гомера, для зйомок методом захоплення руху. Гомер, залишившись наодинці, знаходить собі нового друга — сусідку Джулію. Йому подобається спілкуватися з нею, оскільки вона поводиться як він. Запрошені зірки: Еллісон Дженні в ролі Джулії |                    |                                                          |                                                     |                                                             |                         |               |                      |
| 599 | 3                  | «The Town» «Місто»                                       | Роб Олівер                                          | Дейв Кінґ                                                   | 9 жовтня 2016           | VABF17        | 3,22                 |
| Замість того, щоб вболівати за команду свого міста, Барт починає підтримувати бостонську команду з американського футболу. Гомер везе всю сім'ю у Бостон, щоб показати, що це місто не таке вже й хороше. Запрошені зірки: Білл Барр, Дана Гулд і Майк Мітчелл в ролі Бостонських фанів; Джейсон Неш в ролі членів банди з Південного Бостона; Майкл Чикліс в ролі красунчика квотербека; Рейчел Дратч в ролі Бостонської лікарки; Доріс Кернс Ґудвін в ролі самої себе |                    |                                                          |                                                     |                                                             |                         |               |                      |
| 600 | 4                  | «Treehouse of Horror XXVII» «Будинок жахів XXVII»        | Стівен Дін Мур                                      | Джоел Коен                                                  | 16 жовтня 2016          | VABF16        | 7,44                 |
| «Dry Hard» (укр. «Засохни в муках») — Пародія на фільми «Голодні ігри» і «Шалений Макс: Дорога гніву». У Спрінґфілді сильна посуха, вода залишилася тільки у містера Бернса. Для своєї розваги він проводить змагання серед дітей, які повинні боротися на смерть між собою у спеціальному вольєрі. Переможець зможе провести час у водосховищі Бернса… «BFF R.I.P.» (укр. «Кращі друзі навіки. Спочивай з миром») — Всі друзі Ліси починають помирати дивною смертю. Виявляється, що їх вбиває Рейчел — уявна подруга Ліси з дитинства. Вона дуже ображена, адже тепер Ліса виросла і не спілкується з нею. «MoeFinger» (укр. «Мофінгер») — Пародія на сагу про Джеймса Бонда і фільм «Kingsman: Таємна служба». Мо розповідає Барту, що завсідники його бару насправді таємні агенти. Він хоче, щоб Барт приєднався до їхньої команди замість Гомера, який загинув… Запрошені зірки: Келсі Греммер в ролі Другого Номера Боба, Сара Сільверман в ролі Рейчел, Дру Кері і Дональд Фейген в ролі самих себе |                    |                                                          |                                                     |                                                             |                         |               |                      |
| 601 | 5                  | «Trust but Clarify» «Довіряй, але уточнюй»               | Майкл Полчіно                                       | Гаррі Шірер                                                 | 23 жовтня 2016          | VABF21        | 3,36                 |
| Ліса і Барт досліджують склад нових цукерок клоуна Красті. Тим часом Гомер намагається змінити свій імідж, щоб отримати підвищення на роботі, а Кента Брокмана звільняють з телебачення, через обман в етері. Запрошені зірки: Ден Разер в ролі самого себе |                    |                                                          |                                                     |                                                             |                         |               |                      |
| 602 | 6                  | «There Will Be Buds» «Будьмо друзями»                    | Метью Фонан                                         | Метт Селман                                                 | 6 листопада 2016        | VABF22        | 3,14                 |
| Після того, як виявилося, що американський футбол дуже травмонебезпечний вид спорту, жителі міста вирішили зайняти своїх дітей лакросу. Тренувати дітей призначений Кірк ван Гутен, який у молодості він був зіркою цього виду спорту, а допомагати йому буде Гомер. Кірк вважає, що вони з Гомером — справжні друзі… Запрошені зірки: Джо Мантенья в ролі Жирного Тоні |                    |                                                          |                                                     |                                                             |                         |               |                      |
| 603 | 7                  | «Havana Wild Weekend» «Дикі вихідні в Гавані»            | Боб Андерсон                                        | Деб Лакуста, Ден Касталланета і Пітер Тілден                | 13 листопада 2016       | VABF19        | 7,13                 |
| Дідусь Сімпсон відчуває себе дуже хворим і немічним, але йому не можуть допомогти, ні в будинку для літніх людей, ні у госпіталі для ветеранів. За доброю безкоштовною медициною Сімпсони летять на Кубу. Запрошені зірки: Стейсі Кіч в ролі Говарда Кнура III, Деб Лакуста в ролі Ізабелли |                    |                                                          |                                                     |                                                             |                         |               |                      |
| 604 | 8                  | «Dad Behavior» «Поведінка тата»                          | Стівен Дін Мур                                      | Раян Кох                                                    | 20 листопада 2016       | WABF01        | 2,88                 |
| Гомер встановлює на телефон новий додаток, за допомогою якого можна перекладати свої обов'язки на інших людей. Гомер починає платити футболісту Метту Лейнарту, щоб той грав у м'яча з Бартом. Під час цього між ними з'являється міцний зв'язок. Через це Гомер починає ревнувати і натомість вирішує проводити час з Мілгаусом. Запрошені зірки: Метт Лейнарт в ролі самого себе |                    |                                                          |                                                     |                                                             |                         |               |                      |
| 605 | 9                  | «The Last Traction Hero» «Останній тягогерой»            | Боб Андерсон                                        | Білл Оденкерк                                               | 4 грудня 2016           | WABF03        | 5,77                 |
| Гомер на роботі отримує виробничу травму, йому накладають гіпс і він хоче подати до суду на містера Бернса. Щоб владнати все без суду Смізерс починає періодично заходити до Сімпсонів. Мардж знаходить у ньому несподіване джерело для романтики… Тим часом Ліса стає черговою по шкільному автобусу. |                    |                                                          |                                                     |                                                             |                         |               |                      |
| 606 | 10                 | «The Nightmare After Krustmas» «Кошмар після Крастіздва» | Роб Олівер                                          | Джефф Вестбрук                                              | 11 грудня 2016          | WABF02        | 5,6                  |
| Клоун Красті не може знайти спільну мову зі своєю дочкою і Сімпсони запрошують їх обох до себе на Різдво. Отець Лавджой скориставшись моментом намагається навернути Красті у християнство. Тим часом Меґґі бореться з іграшковим гномом, який стежить, щоб вона добре себе вела. Запрошені зірки: Джекі Мейсон в ролі Хайма Крастовскі, Наташа Лайонн в ролі Софі, Вейн Грецкі і Тео Янсен в ролі самих себе |                    |                                                          |                                                     |                                                             |                         |               |                      |
| 607 | 11                 | «Pork and Burns» «Свиня та Бернс»                        | Метью Настюк                                        | Роб Лазебник                                                | 8 січня 2017            | WABF06        | 8,19                 |
| Мардж захоплюється книгою японських ченців, в якій пропагується ідея позбавлення від непотрібних речей. Вона починає вимагати від Гомера позбутися Плопера. Після нещасного випадку із собаками Бернса, Гомер віддає свин-павука останньому. Однак, Бернсу починає подобатися Плопер… Тим часом через книгу Мардж у Ліси розвивається тривожний розлад, під впливом якого вона відмовляється від усіх своїх речей, включно із саксофоном. Запрошені зірки: Майкл Йорк в ролі доктора Баджі, Джойс Керол Оутс в ролі самої себе |                    |                                                          |                                                     |                                                             |                         |               |                      |
| 608—609 | 12—13              | «The Great Phatsby» «Великий Жирсбі»                     | Кріс Клементс (1 частина), Тімоті Бейлі (2 частина) | Ден Гріні (1 частина), Ден Гріні та Метт Селман (2 частина) | 15 січня 2017           | WABF04-WABF05 | 6,9                  |
| Містер Бернс знаходить собі нового друга в особі багатого хіп-хоп продюсера Джея Джи. Несподівано реп-магнат зраджує старого. Бернс планує помсту, а Гомер і Барт допомагають йому… Тим часом Мардж відкриває свій магазин, а Ліса знайомиться з багатим хлопчиком. Запрошені зірки: Кіген-Майкл Кі в ролі Джейзі Джеймса, Тараджі Генсон в ролі Праліне; Чарльз Барклі, Common, RZA і Snoop Dogg в ролі самих себе |                    |                                                          |                                                     |                                                             |                         |               |                      |
| 610 | 14                 | «Fatzcarraldo» «Жирскарральдо»                           | Марк Кіркланд                                       | Майкл Прайс                                                 | 12 лютого 2017          | WABF07        | 2,4                  |
| Гомер згадує, що жага до шкідливої їжі з'явилася ще в дитинстві, коли заїдав хот-догами свої психологічні проблеми. Через тридцять років він абсолютно випадково у сусідньому районі знаходить ту свою першу забігайлівку. І тепер, щоб зняти стрес, він їде туди. Тим часом у шкільної радіостанції проблеми з рейтингами і фінансуванням, які намагається вирішити Ліса. Запрошені зірки: Гленн Клоуз в ролі Мони Сімпсон |                    |                                                          |                                                     |                                                             |                         |               |                      |
| 611 | 15                 | «The Cad and the Hat» «Хам і капелюх»                    | Стівен Дін Мур                                      | Рон Циммерман                                               | 19 лютого 2017          | WABF08        | 2,44                 |
| Коли Барт викидує новий капелюшок Ліси, мучить почуття провини — буквально… Тим часом жителі Спрінґфілда в захваті від Гомера, що знову став шаховим генієм, яким колись був у дитинстві. Запрошені зірки: Сет Грін в ролі ботана (сцена на дивані), Петтон Освальт в ролі Почуття Провини Барта, Магнус Карлсен в ролі самого себе |                    |                                                          |                                                     |                                                             |                         |               |                      |
| 612 | 16                 | «Kamp Krustier» «І знову табір Красті»                   | Роб Олівер                                          | Девід Стерн                                                 | 5 березня 2017          | WABF09        | 2,56                 |
| Коли Барт і Ліса повертаються додому з табору Красті, у них виявляють посттравматичний шок, через що Барт змушений спати разом з батьками. Цей факт ставить крапку у романтичних стосунках Гомера і Мардж. Без сексу Гомер стає більш продуктивним на роботі і турботливим чоловіком вдома. Мардж подобається її новий чоловік, однак вона все ж сумує за старим Гомером. Сімпсони повертаються до табору, щоб виявити джерело дитячих травм. Запрошені зірки: Майкл Шин в ролі Вільяма Мастерса, Ліззі Каплан в ролі Вірджинії Джонсон |                    |                                                          |                                                     |                                                             |                         |               |                      |
| 613 | 17                 | «22 for 30» «22 за 30»                                   | Кріс Клементс                                       | Джоел Коен                                                  | 12 березня 2017         | WABF10        | 2,61                 |
| Серія є пародією на кабельні спортивні шоу. За довгий час, який Барт провів після уроків будучи покараним, у нього з'явився дар влучно закидувати шматочки паперу в кошик. Пізніше він використовує набуті здібності, щоб стати зіркою шкільної баскетбольної команди, а Гомер стає її новим тренером. Справи йдуть шкереберть, коли Барт зв'язується з мафією… Запрошені зірки: Джо Мантенья в ролі Жирного Тоні; Ерл Манн в ролі диктора, батька Нельсона; Стефен Каррі в ролі самого себе |                    |                                                          |                                                     |                                                             |                         |               |                      |
| 614 | 18                 | «A Father's Watch» «Батьків годинник»                    | Боб Андерсон                                        | Саймон Річ                                                  | 19 березня 2017         | WABF11        | 2,4                  |
| Мардж стурбована тим, що з її сина не виросте нічого хорошого через його знижену самооцінку. Вона звертається за порадою до «експертів» з виховання дітей, які радать частіше заохочувати дітей нагородами для підвищення самооцінки. Гомер вирішує нажитися на цій пораді відкривши у Спрінґфілді магазин кубків. Дізнавшись про несуттєвість нагород, Барт знаходить необхідну підтримку від дідуся, який дарує йому сімейну реліквію — дорогоцінний годинник, який колись сподівався отримати Гомер… Запрошені зірки: Браян Посен в ролі Дамлі, Роб Ріґґл в ролі доктора Фентона Пултой, Ванесса Байєр в ролі докторки Кларіті Гофман-Рот, Адам Сільвер в ролі самого себе |                    |                                                          |                                                     |                                                             |                         |               |                      |
| 615 | 19                 | «The Caper Chase» «Погоня за каперсами»                  | Ленс Крамер                                         | Джефф Вестбрук                                              | 2 квітня 2017           | WABF12        | 2,13                 |
| Розчарований в Єльському університеті містер Бернс вирішує відкрити власний комерційний навчальний заклад і наймає Гомера викладачем. Запрошені зірки: Джейсон Александер в ролі Бурбона Верландера; Стен Лі в ролі самого себе (сцена на дивані); Ніл Деграсс Тайсон, Роберт Маккі, Сьюз Орман і Кен Джейнінґс в ролі самих себе |                    |                                                          |                                                     |                                                             |                         |               |                      |
| 616 | 20                 | «Looking for Mr. Goodbart» «У пошуках Добробарта»        | Майкл Полчіно                                       | Керолін Омайн                                               | 30 квітня 2017          | WABF13        | 2,3                  |
| Барт бешкетує у школі на «День бабусі і дідуся». Тож директор вигадує покарання для нього — малий Сімпсон повинен провести час з мамою Скінера. Після спілкування з різними бабусями Барт усвідомлює переваги проведення часу з літніми людьми… Тим часом гра «Впіймай пікімона» захоплює Спрінґфілд і Ліса з Гомером стають залежними від неї. Запрошені зірки: Валері Гарпер в ролі літньої жінки, Дженніфер Сондерс в ролі Фібі Претт |                    |                                                          |                                                     |                                                             |                         |               |                      |
| 617 | 21                 | «Moho House» «Моходім»                                   | Метью Настюк                                        | Джефф Мартін                                                | 7 травня 2017           | WABF14        | 2,34                 |
| Гомер і Мардж намагаються працювати над своїми відносинами і шлюбом, не знаючи, що водночас містер Бернс і Найджел, старий приятель багатія, посперечалися, що він зможе зруйнувати їхню родину… Запрошені зірки: Валері Гарпер в ролі пані з пляшки від сиропу для млинців, Майкл Йорк в ролі Найджела |                    |                                                          |                                                     |                                                             |                         |               |                      |
| 618 | 22                 | «Dogtown» «Доґтаун»                                      | Стівен Дін Мур                                      | Дж. Стюарт Бернс                                            | 21 травня 2017          | WABF15        | 2,15                 |
| Судова справа Гомера завершується вердиктом, що собаче життя цінніше за людське. В результаті собаки Спрінґфілда підвищують свій статус «кращого друга людини». Однак, коли чотириногі усвідомлюють нове соціальне становище, вони починають панувати над людьми… Запрошені зірки: Майкл Йорк в ролі доктора Баджі |                    |                                                          |                                                     |                                                             |                         |               |                      |

## Показ в Україні
В Україні прем'єрний показ сезону здійснював телеканал «НЛО TV» з 13 листопада 2016 до 18 червня 2017 паралельно із виходами серій у США.
| №       | Назва серії                  | Показ в Україні   |
| ------- | ---------------------------- | ----------------- |
| 597     | Monty Burns' Fleeing Circus  | 13 листопада 2016 |
| 598     | Friends and Family           | 20 листопада 2016 |
| 599     | The Town                     | 27 листопада 2016 |
| 600     | Treehouse of Horror XXVI     | 4 грудня 2016     |
| 601     | Trust but Clarify            | 11 грудня 2016    |
| 602     | There Will Be Buds           | 18 грудня 2016    |
| 603     | Havana Wild Weekend          | 25 грудня 2016    |
| 604     | Dad Behavior                 | 26 лютого 2017    |
| 605     | The Last Traction Hero       | 5 березня 2017    |
| 606     | The Nightmare After Krustmas | 12 березня 2017   |
| 607     | Pork and Burns               | 19 березня 2017   |
| 608-609 | The Great Phatsby            | 26 березня 2017   |
| 610     | Fatzcarraldo                 | 2 квітня 2017     |
| 611     | The Cad and the Hat          | 9 квітня 2017     |
| 612     | Kamp Krustier                | 30 квітня 2017    |
| 613     | 22 for 30                    | 7 травня 2017     |
| 614     | A Father's Watch             | 14 травня 2017    |
| 615     | The Caper Chase              | 28 травня 2017    |
| 616     | Looking for Mr. Goodbart     | 4 червня 2017     |
| 617     | Moho House                   | 11 червня 2017    |
| 618     | Dogtown                      | 18 червня 2017    |